# Sørhaugen
Der Sørhaugen (norwegisch für Südhügel) ist ein Hügel im ostantarktischen Königin-Maud-Land. Im Gebirge Sør Rondane ragt er als der südlichste dreier Hügel (die anderen sind der Mehaugen und der Nordhaugen) an der Ostflanke des Kampbreen auf.
Norwegische Kartografen, die den Hügel auch deskriptiv nach seiner geographischen Position benannten, kartierten ihn 1946 anhand von Luftaufnahmen, die bei der Lars-Christensen-Expedition 1936/37 entstanden.